# Alois Senefelder
Alois Senefelder (Prag, 6. studenog 1771. – München, 26. veljače 1834.), je bio njemački dramatičar i izumitelj litografije.

## Rani život
Rodio se 6. studenog 1771. godine u Pragu. Nakon smrti svog oca, kazališnog glumca Petera Senefeldera, bio je prisiljen 1793. napustiti studij prava u Ingolstadtu i uzdržavati obitelj. Zaposlio se kao glumac u putujućoj kazališnoj skupini, a potom je odlučio vratiti se kući u München i okušati se kao kazališni autor ne bi li štogod zaradio prodavajući vlastite kazališne komade. No rijetko je pronalazio kupce koji bi bili spremni platit goleme troškove tiskanja njegovih djela. Do izuma kamenotiska, ili litografije, došlo je zbog loše financijske situacije.

## Eksperimentima do uspjeha
Kako bi mogao samostalno reproducirati svoja kazališna djela, tragao je za najjeftinijim postupkom umnožavanja. Isprva je zrcalno obrnutim redoslijedom umetao slova, nastojati tako sastaviti klišej koji bi koristio za tehniku visokog tiska. Potom je eksperimentirao sa specijalno jalnom tintom, koja se nanosi na bakrenu ploču i nakon otiska gornjeg sloja metala pomoću jetke ostavlja trag samo na onim mjestima gdje su (prethodno zrcalno postavljena) ispučena slova. Ta metoda, svojevrstan oblik visokog tiska, funkcionirala je i na pločama od škriljevca, koje su bile znatno jeftinije od bakra i nakon brušenja iskorištenog slojamogle su se višekratno korisiti. Tim je postupkom 1796. godine Senefelder proizvodio notne listove za trgovca notnim materijalom iz Münchena. Umnožavanje tekstova otad je postalo Senefelderovo stalno zanimanje.

## Kemijski princip
Senefelder je marljivo eksperimentirao i uskoro zaključio da je za takvo tiskanje najprikladniji škriljavac iz Solnhofena. Za vlaženje tiskovne ploče koristio je vodenu otopinu gumiarabike koja je služila kao vezivno sredstvo. Sadržaj je ispitivao direktno na kamen pomoću masne krede ili tuša. Tako je Senefelder izumio »litografiju«, prvu tehniku plošnog tiska.

## Trijumfalan pohod na Europu
U vrijeme kada je Senefelder umro u veljači 1834. godine kao imućan čovjek, njegova tehnika kamenotiska već je zaživjela u cijeloj Europi. Najbrže se razvila umjetnička litografija, potom tisak nota i višebojni tisak, takozvana »kromolitografija«. Zahvaljujući metodi koja nije zahtijevala velike troškove, bilo je moguće praviti plakate, ambalažu za proizvode ili litografske ilustrirane časopise goto u bilo kojem obliku, dizajnu i boji, a tehnika tiskarskih strojeva usavršavana je u skladu sa zahtjevima.